# Kate Liu
Kate Liu (23 de mayo de 1994)  es una pianista clásica estadounidense nacida en Singapur. En 2015 ganó el tercer lugar (medalla de bronce) en el 17 Concurso Internacional Frédéric Chopin en Varsovia, Polonia.

## Datos biográficos
Empezó a tocar el piano a la edad de cuatro años. A los seis años fue admitida en el programa de música de la Yamaha Music School en Singapur. A los ocho años se trasladó con su familia a los Estados Unidos, para vivir en el área de Chicago. En esta ciudad estudió con Alan Chow, Micah Yui y Emilio del Rosario en la Academia para jóvenes talentos en el Instituto de Música de Chicago. Ha continuado sus estudios en la  Curtis Institute of Music bajo la dirección de Robert McDonald. Ha ganado varios importantes premios en prestigiadas competiciones:
- 2010: Competición de Piano Internacional en Nueva York, EE. UU. – 1.º premio
- 2010: Thomas & Evon Cooper Competición Internacional en Oberlin, EE.UU. – 3.º premio
- 2011: Competición de Piano Internacional para Artistas Jóvenes en Hilton, EE.UU. - 6.º premio
- 2012: Eastman Young Artist Competition (Piano Internacional) en Rochester, EE.UU. – 3.º premio
- 2014: Montreal, Competición Musical Internacional, Canadá - finalista
- 2015: La 3.ª Asia-Pacific International Chopin Competition, en Daegu, Corea del Sur - 1.º premio
- 2015: 17.º Internacional Frédéric Chopin, Competición de Piano en Varsovia, Polonia (2015) – 3.º premio (medalla de bronce) y el premio especial de la Radio polaca por el mejor desempeño en Mazurkas

## Para el público polaco
En la opinión de oyentes del concurso, fue la mejor pianista de la Competición Internacional Fryderyk Chopin en el año de 2015. A pesar de que por su puntuación promedio en la competición se le asignó el tercer lugar global, recibió (3) puntuaciones de 10 (el mayor grado), y fue la única competidora en recibir una ovación general en la ceremonia de clausura por su desempeño durante el concurso.